# Championnes de France de natation en bassin de 50 m du 50 m papillon
| Championnat | Lieu                             | Athlète                                      | Naissance | Âge   | Club                                                  | Temps           |
| ----------- | -------------------------------- | -------------------------------------------- | --------- | ----- | ----------------------------------------------------- | --------------- |
| 1964 hiver  | Marseille Piscine Vallier (25 m) | Danièle Hannequin                            |           |       | Racing Club de France                                 | 33 s 8          |
| 1964 été    | Paris Georges Vallerey           | non disputé                                  |           |       |                                                       |                 |
| 1965 hiver  | Marseille Piscine Vallier (25 m) | Noëlle Lefèvre                               |           |       | Stade français                                        | 32 s 3          |
| -----       |                                  |                                              |           |       |                                                       |                 |
| -----       |                                  |                                              |           |       |                                                       |                 |
| -----       |                                  |                                              |           |       |                                                       |                 |
| 1984 hiver  | Strasbourg                       | Sophie Kamoun                                |           |       | CS Clichy                                             | 28 s 84 RF      |
| 1984 été    | Paris Georges Vallerey           | Sophie Kamoun                                |           |       | CS Clichy                                             | 28 s 82 RF      |
| 1985 hiver  | Aix-en-Provence                  | Sophie Kamoun                                |           |       | CS Clichy                                             | 29 s 12         |
| 1985 été    | Dunkerque                        | Sophie Kamoun                                |           |       | CS Clichy                                             | 28 s 48 RF      |
| 1986 hiver  | Rennes                           | Sophie Kamoun                                |           |       | CS Clichy                                             | 28 s 53         |
| 1986 été    | Millau                           | Sophie Kamoun                                |           |       | CS Clichy                                             | 28 s 44 RF      |
| 1987 hiver  | Mulhouse                         | Catherine Plewinski                          |           |       | CNSR Cluses                                           | 28 s 38         |
| 1987 été    | Strasbourg                       | Jacqueline Delord                            |           |       | SO Millau                                             | 28 s 31         |
| 1988 hiver  | Vittel                           | Catherine Plewinski                          |           |       | CNSR Cluses                                           | 28 s 01 RF      |
| 1988 été    | Dunkerque                        | Jacqueline Delord                            |           |       | SO Millau                                             | 28 s 25         |
| 1989 hiver  | Forbach                          | Catherine Plewinski                          |           |       | CNSR Cluses                                           | 27 s 93         |
| 1989 été    | Paris Georges Vallerey           | Catherine Plewinski                          |           |       | CNSR Cluses                                           | 28 s 36         |
| 1990 hiver  | La Rochelle                      | Catherine Plewinski                          |           |       | CNSR Cluses                                           | 27 s 93         |
| 1990 été    | Narbonne                         | Cécile Jeanson                               |           |       | CN Saint-Estève                                       | 28 s 52         |
| 1991 hiver  | Saint-Étienne                    | Sophie Kamoun                                |           |       | CS Clichy 92                                          | 28 s 44         |
| 1991 été    | Millau                           | Sophie Kamoun                                |           |       | CS Clichy 92                                          | 28 s 28         |
| 1992 hiver  | Dunkerque                        | Jacqueline Delord                            |           |       | Dauphins du TOEC                                      | 27 s 98         |
| 1992 été    | Mennecy                          | Sophie Kamoun                                |           |       | CS Clichy 92                                          | 28 s 56         |
| 1993 hiver  | Mennecy                          | Cécile Jeanson                               |           |       | CN Saint-Estève                                       | 28 s 81         |
| 1993 été    | Paris Georges Vallerey           | Diane Bui Duyet                              |           |       | Cercle des Nageurs Calédoniens                        | 28 s 45         |
| 1994 hiver  | Lille                            | Nathalie Virgel                              |           |       | Grande Terre Guadeloupe                               | 29 s 69         |
| 1994 été    | Aix-les-Bains                    | Cécile Jeanson                               |           |       | CN Saint-Estève                                       | 28 s 34         |
| 1995 hiver  | Mennecy                          | Cécile Jeanson                               |           |       | CN Saint-Estève                                       | 28 s 25         |
| 1995 été    | Canet-en-Roussillon              | Cécile Jeanson                               |           |       | CN Saint-Estève                                       | 28 s 30         |
| 1996 hiver  | Dunkerque                        | non disputé                                  |           |       |                                                       |                 |
| 1996 été    | Montpellier                      | non disputé                                  |           |       |                                                       |                 |
| 1997        | Mennecy                          | non disputé                                  |           |       |                                                       |                 |
| 1998        | Amiens                           | non disputé                                  |           |       |                                                       |                 |
| 1999        | Dunkerque                        | non disputé                                  |           |       |                                                       |                 |
| 2000        | Rennes                           | non disputé                                  |           |       |                                                       |                 |
| 2001        | Chamalières                      | non disputé                                  |           |       |                                                       |                 |
| 2002        | Chalon-sur-Saône                 | Diane Bui Duyet                              | 1979      | 23    | Cercle des Nageurs de Melun-Dammarie                  | 27 s 87 RF      |
| 2003        | Saint-Étienne                    | Chantal Groot (open) Aurore Mongel           | 1982 1982 | 21 21 | Pays-Bas Mulhouse Olympic Natation                    | 27 s 16 27 s 75 |
| 2004        | Dunkerque                        | Alena Popchanka (open) Fanny Leclercq        | 1979 1984 | 25 20 | Biélorussie CS Clichy 92 Cercle des nageurs d'Antibes | 27 s 35 27 s 78 |
| 2005        | Nancy                            | Alena Popchanka (open) Malia Metella         | 1979 1982 | 26 23 | Biélorussie CS Clichy 92 USLM Pacoussines de Cayenne  | 27 s 37 27 s 47 |
| 2006        | Tours                            | Aliaksandra Herasimenia (open) Malia Metella | 1985 1982 | 21 24 | Biélorussie USLM Pacoussines de Cayenne               | 27 s 08 27 s 46 |
| 2007        | Saint-Raphaël                    | Malia Metella                                | 1982      | 25    | Dauphins du TOEC                                      | 27 s 38         |
| 2008        | Dunkerque                        | non disputé                                  |           |       |                                                       |                 |
| 2009        | Montpellier                      | Diane Bui Duyet                              | 1979      | 30    | Cercle des nageurs de Marseille                       | 26 s 10 RF      |
| 2010        | Saint-Raphaël                    | Mélanie Henique                              | 1992      | 18    | Amiens Métropole Natation                             | 26 s 36         |